# 算子拓扑
泛函分析中，在巴拿赫空间X上有几种标准拓扑被赋予有界线性算子代数{\displaystyle B(H)}。

## 概述
令{\displaystyle (T_{n})_{n\in \mathbb {N} }}为巴拿赫空间X上的线性算子序列。考虑这样的陈述：{\displaystyle (T_{n})_{n\in \mathbb {N} }}收敛到X上某算子T，这可能有歧义：
- 若{\displaystyle \|T_{n}-T\|\to 0}，即{\displaystyle T_{n}-T}的算子范数（{\displaystyle \|T_{n}x-Tx\|_{X}}的上确界，其中x在X中的单位球面上）收敛到0，就称{\displaystyle T_{n}\to T}在一致算子拓扑中。
- {\displaystyle \forall x\in X,\ T_{n}x\to Tx}，就称{\displaystyle T_{n}\to T}在强算子拓扑中。
- 假设{\displaystyle \forall x\in X,\ T_{n}x\to Tx}在X的弱拓扑中。这是说，对X上所有连续线性泛函{\displaystyle F(T_{n}x)\to F(Tx)}，称{\displaystyle T_{n}\to T}在弱算子拓扑中。

## B(H)上的拓扑列表

有界算子空间上的拓扑关系图

除上述拓扑外，{\displaystyle B(X)}上还可定义许多拓扑，大多最初只是{\displaystyle X=H}为希尔伯特空间时才被定义，尽管很多时候都有适当的推广。
下列拓扑都是局部凸的，即由一族半范数定义。
在数学分析中，若拓扑有很多开集，则称强拓扑；若有较少的开集，称为弱拓扑。因此，相应的收敛模式分别是强收敛和弱收敛（拓扑学中可能有相反的含义，或改称细拓扑与粗拓扑）。
右图是这些关系的简单总结，箭头从强指向弱。
若H是希尔伯特空间，则希尔伯特空间{\displaystyle B(X)}有（唯一）预对偶{\displaystyle B(H)_{*}}，由迹类算子组成，其对偶是{\displaystyle B(X)}。预对偶中，w为正的半范数{\displaystyle p_{w}(x)}定义为{\displaystyle B(w,\ x^{*}x)^{1/2}}。
若B是向量空间A上线性映射的向量空间，则{\displaystyle \sigma (A,\ B)}被定义为A上最弱的拓扑，使B中所有元素都连续。
- 范数拓扑或一致拓扑或一致算子拓扑定义为{\displaystyle B(H)}上通常的范数||x||，比下面所有拓扑都强。
- 弱（巴拿赫空间）拓扑是{\displaystyle \sigma (B(H),\ B(H)^{*})}，即使对偶{\displaystyle B(H)^{*}}的所有元素都连续的最弱拓扑，是巴拿赫空间{\displaystyle B(H)}上的弱拓扑。它比超弱、弱算子拓扑要强（注意：弱巴拿赫空间拓扑、弱算子拓扑和超弱拓扑有时被统称为弱拓扑，但它们是不同的）。
- 麦基拓扑或Arens-麦基拓扑是{\displaystyle B(H)}上对偶为{\displaystyle B(H)_{*}}的最强的局部凸拓扑，也是{\displaystyle B\sigma (B(H)_{*})}上的一致收敛拓扑，{\displaystyle B(H)_{*}}的{\displaystyle B(H)}-紧凸子集。比下面所有拓扑都强。
- σ-强*拓扑或超强*拓扑是比超强拓扑更强的最弱的拓扑，其伴随映射连续，由{\displaystyle B(H)_{*}}的正元素w的半范数族{\displaystyle p_{w}(x),\ p_{w}(x^{*})}定义。比下面所有拓扑都强。
- σ强拓扑或超强拓扑或最强拓扑或最强算子拓扑由半范数族{\displaystyle p_{w}(x)}定义，w是{\displaystyle B(H)_{*}}的正元素。除了强*拓扑，它比下面所有拓扑都强。注意：虽然叫“最强拓扑”，但弱于范数拓扑。
- σ弱拓扑或超弱拓扑或弱*算子拓扑或弱*拓扑或弱拓扑或{\displaystyle \sigma (B(H),\ B(H)_{*})}拓扑由半范数|(w, x)|定义，其中w是{\displaystyle B(H)_{*}}的元素。比弱算子拓扑强（注意：弱巴拿赫空间拓扑、弱算子拓扑和超弱拓扑有时被统称为弱拓扑，但它们是不同的）。
- 强* 算子拓扑或强*拓扑由半范数||x(h)||、||x*(h)||定义，其中h属于H。比强、弱算子拓扑都强。
- 强算子拓扑或强拓扑由半范数||x(h)||定义，其中h属于H。比弱算子拓扑强。
- 弱算子拓扑或弱拓扑由半范数|(x(h1), h2)|定义，其中所有h都属于H（注意：弱巴拿赫空间拓扑、弱算子拓扑和超弱拓扑有时被统称为弱拓扑，但它们是不同的）。

## 拓扑之间的关系
弱、强、强*（算子）拓扑的{\displaystyle B(H)}上的连续线性泛函是相同的，都是线性泛函{\displaystyle \forall h_{1},\ h_{2}\in H,\ (xh_{1},\ h_{2})}的有限线性组合。超弱、超强、超强*、Arens-麦基拓扑的{\displaystyle B(H)}上的连续线性泛函是相同的，都是预对偶{\displaystyle B(H)_{*}}的元素。
由定义，范数拓扑中的连续线性泛函与弱巴拿赫空间拓扑中的相同。这对偶是个相当大的空间，其中有很多病态元素。
在{\displaystyle B(H)}的规范有界集上，弱（算子）、超强拓扑是重合的。比如，这可以从巴拿赫-阿劳格鲁定理看出来。出于基本相同的原因，超强拓扑与{\displaystyle B(H)}的任何（规范）有界子集上的强拓扑相同。
Arens-麦基、超强*、强*拓扑也如此。
在局部凸空间中，凸集的封闭性可由连续线性泛函来表征。因此，对{\displaystyle B(H)}的凸子集 K，在超强*、超强、超弱拓扑中封闭的条件都等价，且也等价于：在强*、强、弱（算子）拓扑中，{\displaystyle \forall r>0}，K与半径为r的闭球有闭交集。
范数拓扑是可度量化的，其他的则不行。实际上，它们都不是第一可数空间。
H可分时，限制在单位球（或任何范数有界子集）上的所有拓扑都可度量化。

## 使用拓扑
最常用的拓扑是范数拓扑、强、弱算子拓扑。弱算子拓扑对关于紧性证明非常好用，因为据巴拿赫-阿劳格鲁定理，单位球是紧的。
范数拓扑是基本拓扑，因为它使{\displaystyle B(H)}称为巴拿赫空间，但它对很多目的来说太强了。例如{\displaystyle B(H)}在这拓扑中是不可分的。
强算子拓扑可能是最常用的拓扑。
超弱、超强拓扑比弱、强算子拓扑的性质更好，但定义也更复杂，所以除非真的需要这更好的性质，否则通常不会使用。例如，弱、强算子拓扑中{\displaystyle B(H)}的对偶空间太小，没有什么解析内容物。
强算子、超强拓扑中，伴随映射不连续，而强*、超强*拓扑经过修改后则可使伴随映射连续。它们并不常用。
Arens–麦基拓扑和弱巴拿赫空间拓扑相对少用。
总之，{\displaystyle B(H)}上的3个基本拓扑是范数拓扑、超强拓扑和超弱拓扑。强、弱算子拓扑分别作为后两者的便捷近似，使用广泛。其他拓扑则较为少见。